# Titanes en el Ring
Titanes en el Ring fue un programa de la televisión argentina dedicado al espectáculo de lucha libre conocido como "catch", creado y dirigido por Martín Karadagian hasta su fallecimiento en 1991. 
Fue emitido  principalmente por el Canal 9 en diversos ciclos, entre 1962 y 2001. 
En sus comienzos se trasmitía en el horario de los domingos por la noche.
En 2018 se anunció el regreso del show televisivo, con un nuevo elenco además de los luchadores clásicos, conducidos por Paulina Karadagian, hija del creador de la franquicia.

## Historia
El primer programa de Titanes en el Ring se emitió por canal 9 el 3 de marzo de 1962, cosechando un gran éxito desde el principio, y finalizando en 1988. En 1978 fue uno de los primeros programas regulares de TV en producirse en colores en Argentina, con el objetivo de exportarlos luego como material de programación. Posteriormente, Paulina Karadagian, la hija del legendario luchador y creador del programa, intentó relanzarlo a la TV durante los años '90 y hasta en el 2001, sin lograr el éxito de los ciclos anteriores.
Paulina Karadagian anunció que el 17 de noviembre de 2018 volvería a relanzar la franquicia durante el festival de Buenos Aires celebra Armenia. el cual finalmente se puso al aire el 19 de agosto de 2019.

### En el cine
La troupe de los Titanes llegó dos veces al cine:
- 1973: Titanes en el ring
- 1984: Titanes en el ring contraataca

## Estilo
El estilo de catch presentado por este programa fue continuado por otros como "Lucha fuerte", un derivado de Titanes en el Ring donde el héroe era el campeón argentino Rubén Peucelle "El Ancho".

## Imitadores
A comienzos de 1973 unos quince luchadores, entre ellos el Caballero Rojo, La Momia, Pepino el Payaso (también Il Bersaglieri), Ulises el Griego, Hippie Hair, el Gitano Ivanoff, Tufi Memet, el Vasco Guipúzcoa y el árbitro Conde Schiaffino se alejaron por cuestiones de contrato y salario, y dieron forma a "Los Fabulosos Titanes" que se emitió por Canal 9, pero al cabo de una temporada, la mayoría de ellos regresó a Titanes en el Ring.
Lucha fuerte, fue una escisión del programa creado por Karadagian, comenzó en 1988 con Rubén Peucelle como su principal promotor y varios luchadores del antiguo programa acompañándolo pero dos años antes, apareció en Canal 11 "Erre 'A', Guerreros del Espacio", otro ciclo de lucha libre en el estilo de los Titanes pero ambientado en el futuro, producido y encabezado por Oscar Demelli, quién dice haber sido La Momia en el show de Karadagian. Demelli era segundo en Titanes, no era luchador (el ciclo solo duró 2 ediciones). 
En 1971 surgió en Chile una copia del programa llamada "Titanes del Ring" que fue exitoso en Televisión Nacional de Chile en la que, entre otros luchadores, había un Dragón Chino, un Ángel Blanco, Tarzán Chileno, un Cavernario, La Muerte, una Momia y un Mr. Chile que nada tenía que ver con Germán Bermúdez Arancibia, el original que formó parte de la troupe de Karadagian cuando este inició el programa en 1962. A principios de la década de los 80 y fines de los 90, en Viña del Mar, Ricardo Valenzuela (en Chile, conocido como el doble del Hombre Increíble), formó el "Gimnasio Romano", en donde se formaron algunos luchadores, algunos de ellos fueron El Sultán, Apolo, La Momia, y La Máscara, además del joven Francisco Aravena M. que, con tan solo 17 años, formó parte del elenco de exhibiciones. 
En 1993 se emitió "Lucha Mundial" por América TV de Argentina, mientras que en el año 2005 comenzó en Uruguay "Gladiadores del Ring", dentro del mismo estilo.
Telefe, una cadena de TV de Argentina, realizó un programa parecido llamado "100% lucha" entre 2006 y 2010. Era conducido por Leo Montero y como comentaristas, estaba el afamado relator de box, Osvaldo Principi y el periodista y productor del programa Eduardo Husni. En los cinco años que estuvo al aire, ha llenado varias veces el estadio Luna Park y completó ocho «campeonatos», obteniendo así mucha popularidad. A diferencia de Titanes que jamás superó los dos años consecutivos en una misma pantalla, tuvo una continuidad llamativa, siendo el único programa del género nominado cuatro veces al Premio Martín Fierro.
Al poco tiempo América TV creó un programa de lucha llamado "Gigantes del Catch" en 2012, que realizó varias giras por Argentina, pero fue cancelado y se emitieron repeticiones hasta fines de enero de 2013.

## Reinicio (2018-actualidad)

### Troupe actual
Paulina Karadagian anunció que el 17 de noviembre de 2018 volvería a relanzar la franquicia durante el festival de Buenos Aires celebra Armenia.
En la temporada 2019 se presentaron nuevos luchadores más "realistas", dejando un poco de lado los personajes extravagantes. Los integrantes son:
El primer espectáculo se realizó el 19 de agosto de 2019. En total se realizaron 3 eventos durante el año. El 19 de noviembre de ese año, se emitió el primer episodio del programa a modo de piloto, por el canal de deportes TyC Sports. En junio de 2023, se anunció que el programa sería emitido por América Sports, su estreno fue el 7 de mayo de ese año.

## Música

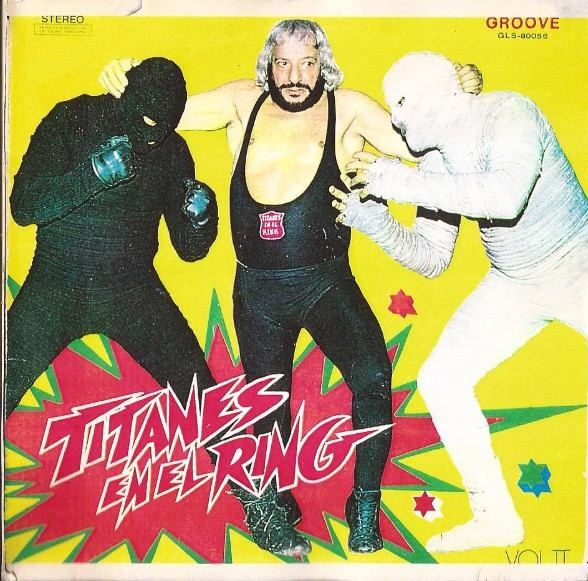
Álbum con canciones de Titanes en el Ring editado en 1973

Durante toda la década del sesenta y gran parte de la del setenta, la música con la que daba comienzo el programa era el segundo movimiento de la banda sonora de Espartaco (1960), película interpretada por Kirk Douglas y dirigida por Stanley Kubrick, con música obra del compositor estadounidense Alex North. En los años setenta cada luchador subía al cuadrilátero con su propia canción, aunque algunos como "El Gigante" Ararat, Iván Kowalski o Pedro Goitía siguieron haciéndolo con el tema del film que, a finales de esos años y en los ochenta, terminó por ser reemplazado por la canción oficial del programa.
Las canciones de los luchadores de Titanes en el Ring aparecieron en varios álbumes musicales, editados en los años 70 y 80.
Varios de los temas fueron compuestos por el relator del programa, Rodolfo Di Sarli, Freddy Vaccarezza, Gustavo Avigliano, Marty Cosens y Martín Karadagian; siendo grabados por las orquestas de Vlady (Wladimiro Silverman) y Horacio Malvicino, entre otros.

## Camarógrafos
Buranits, Onofrio y Nalli fueron los pioneros con las primeras cámaras de elnueve. 
Con el paso de las décadas otros les sucedieron. El primer director fue José Manuel Duran.